# بريما دوناس
بريما دوناس (بالتاغالوغية: Prima Donnas)‏ هو مسلسل تلفزيوني فلبيني تم بثه على جي إم أي الشبكة في عام 2019.

## روابط خارجية
- بريما دوناس على موقع IMDb (الإنجليزية)
- بريما دوناس على موقع كينوبويسك (الروسية)
- بريما دوناس على موقع قاعدة بيانات الفيلم (الإنجليزية)